# Улькинаку, Муйо
Муйо Улькинаку (алб. Mujo Ulqinaku; 1896, Улцинь — 7 апреля 1939, Дуррес) — албанский военный деятель. Сержант Королевского военно-морского флота Албании, известный своим сопротивлением, оказанным итальянским войскам во время итальянского вторжения в Албанию 7 апреля 1939 года. Ему было присвоено звание Народного героя Албании.

## Биография
Муйо Улкинаку родился в 1896 году в Улцине, Княжество Черногория, в семье моряков и рыбаков. В подростковом возрасте он переехал в Албанию, где служил на торговом флоте в Шкодере и Леже. Позже он служил в албанском военно-морском флоте, базирующемся в Дурресе, в звании сержанта, командуя патрульным катером «Тиран». Он был одним из немногих военнослужащих Королевской албанской армии, которые пытались остановить итальянское вторжение в Албанию. Вооружённый только пулемётом, он был поставлен в центре линии обороны, где убил и ранил десятки итальянских солдат. Муйо Улькинаку был убит артиллерийским снарядом итальянского военного корабля в последний час боя за Дуррес.

## Память
После окончания Второй мировой войны памятник Муйо Улкинаку был установлен возле башни замка Дуррес. Его именем названа школа в Дурресе, улицы в Тиране, в Фиере, в Улцине и в Приштине. Несколько албанских кораблей также носили его имя.
В 1979 году на киностудии «Albfilm» был снят документальный фильм алб. «Lufton Mujo Ulqinaku», в котором рассказывается о герое и его последнем бое.